# Campeonato Italiano de Rugby 1976-77
El Campeonato de Rugby de Italia de 1976-77 fue la cuadragésimo séptima edición de la primera división del rugby de Italia.

## Sistema de disputa
Los equipos se enfrentaron en condición de local y de visitante a cada uno de sus rivales.
El equipo que al finalizar el torneo se encuentre en la primera posición se declara automáticamente como campeón.
Mientras que los dos últimos equipos descenderán directamente a la segunda división.

## Desarrollo
- Tabla de posiciones:[1]

| Pos. | Equipo                | Encuentros | Encuentros | Encuentros | Encuentros | Tantos | Tantos | Tantos | Puntos |
| Pos. | Equipo                | PJ         | PG         | PE         | PP         | F      | C      | Dif    | Puntos |
| ---- | --------------------- | ---------- | ---------- | ---------- | ---------- | ------ | ------ | ------ | ------ |
| 1.º  | Petrarca Padova       | 26         | 21         | 2          | 3          | 499    | 211    | +288   | 44     |
| 2.º  | Rugby Rovigo          | 26         | 22         | 0          | 4          | 431    | 178    | +253   | 44     |
| 3.º  | L'Aquila Rugby        | 26         | 16         | 2          | 6          | 433    | 191    | +242   | 38     |
| 4.º  | Treviso               | 26         | 15         | 0          | 11         | 430    | 266    | +164   | 30     |
| 5.º  | Rugby Roma Olimpic    | 26         | 14         | 2          | 10         | 310    | 234    | +76    | 30     |
| 6.º  | Fiamme Oro            | 26         | 14         | 1          | 11         | 393    | 329    | +64    | 29     |
| 7.º  | Rugby Brescia         | 26         | 11         | 2          | 13         | 212    | 281    | -69    | 24     |
| 8.º  | Rugby Reggio Calabria | 26         | 9          | 2          | 15         | 189    | 301    | -112   | 20     |
| 9.º  | Rugby Parma           | 26         | 8          | 3          | 15         | 225    | 327    | -102   | 19     |
| 10.º | Rugby Torino          | 26         | 9          | 1          | 16         | 250    | 417    | -167   | 19     |
| 11.º | Amatori Catania       | 26         | 9          | 0          | 17         | 179    | 482    | -303   | 18     |
| 12.º | Casale Rugby          | 26         | 7          | 4          | 15         | 196    | 259    | -63    | 18     |
| 13.º | CUS Milano            | 26         | 8          | 2          | 16         | 270    | 332    | -62    | 18     |
| 14.º | San Donà              | 26         | 7          | 1          | 18         | 207    | 433    | -226   | 15     |

|  | Desempate por el campeonato. |
|  | Descendido a la Serie B.     |

### Desempate por el campeonato
| 22 de mayo de 1977 | Petrarca Padova | 10 - 9 | Rugby Rovigo |  |  |

| Bandera de Italia       |
| Campeón Petrarca Padova |
| Sexto título            |